# Monte Arcuentu
Il monte Arcuentu è un'imponente cresta rocciosa che si erge ad un'altezza di circa 785 m s.l.m.. È situato in Sardegna, nella provincia del Medio Campidano, e fa parte di una piccola catena montuosa che corre più o meno parallelamente ad un tratto della Costa Verde, per una lunghezza di circa 8 km.

## Descrizione

### Origine e significato del nome
Il nome della montagna è abbastanza singolare, in quanto composto da due termini. 
Il primo è árcu, in sardo significa curvo o a forma di arco, ad indicare la particolare forma inarcata delle rocce della vetta. Il secondo termine è 'entu o bentu, cioè vento.
Lo stesso Massimo Pittau lo traduce come Arco del vento. Esiste anche una variante del termine sardo utilizzata per identificare questo monte: Erculentu, ossia arculentu (anche argulentu) o abrotano.

### Territorio
L'origine di questo complesso montuoso è avvenuta nell'era terziaria, tra Oligocene e Miocene, grazie ad intense attività vulcaniche caratterizzate da lave sia acide sia basiche. Il tipo differente di lava ha dato origine a differenti tipi di rocce. Nel primo caso si osservano rioliti, riodaciti, ignimbriti e tufi, mentre il secondo caso ha originato rocce basaltiche.
Il monte Arcuentu ha una cresta facilmente riconoscibile, originata proprio dal tipo di roccia vulcanica di cui è composto; dalla vetta è possibile scorgere la penisola del Sinis, la Giara, il monte Arci, il golfo di Oristano, il Gennargentu, il massiccio del Montiferru, il monte Grighine, i Sette Fratelli, il monte Linas e la pianura del Campidano. Lungo le sue pendici scorrono numerosi corsi d'acqua, tutti a carattere torrentizio, che hanno scavato valli stette e profonde nella roccia vulcanica.
Nelle vicinanze della montagna si trovano le miniere di Montevecchio, comprese entro i confini del Parco geominerario storico ed ambientale della Sardegna. Lungo la costa si trovano le spiagge di sabbia gialla e le dune di Pistis, Torre dei Corsari e Piscinas. Verso nord si possono osservare le aree lagunari di Sant'Antonio di Santadi e Marceddì.

### Clima
Il clima della zona è quello tipico mediterraneo, con inverni miti ed estati calde e secche. La temperatura media annuale si aggira sui 15,5 °C, con una media di 28,8 °C durante il mese più caldo (agosto) e di 5,5 °C nel mese più freddo (gennaio). Le precipitazioni assumono carattere piovoso e si verificano principalmente nei mesi autunnali, con una media annuale di 737 millimetri.

### Flora e fauna
Sulla sommità del monte Arcuentu si trova un bosco secolare di lecci (Quercus ilex. Nelle zone aperte si possono trovare specie come la ginestra di Corsica (Genista corsica), la ginestra di Moris (Genista morisii), la ginestra del Sulcis (Genista sulcitana) e la ginestra di Valsecchi (Genista valsecchiae), che si accompagnano alle formazioni a macchia composte da sparzio villoso (Calicotome villosa). Tra le specie endemiche è possibile ritrovare il garofano di Sardegna (Dianthus sardous) ed il cavolo di Sardegna (Brassica insularis). Lungo le pendici della montagna si sviluppa una folta macchia composta da lentisco (Pistacia lentiscus), olivastro (Olea europaea) ed ilatro sottile (Phillyrea angustifolia). Tra le orchidee sono comuni specie come l'orchide cornuta (Anacamptis longicornu), l'orchidea di Robert (Barlia robertiana), la vesparia (Ophrys apifera) e Ophrys eleonorae.
La fauna è rappresentata animali come il cinghiale (Sus scrofa), la volpe (Vulpes vulpes), la martora (Martes martes), la donnola (Mustela nivalis), il gatto selvatico (Felis lybica sarda), la lepre sarda (Lepus capensis mediterraneus) ed il cervo sardo (Cervus elaphus corsicanus). Tra gli uccelli sono molto comuni il pettirosso (Erithacus rubecula), le cince, i fringuelli, il picchio rosso maggiore (Dendrocopos major) e la pernice sarda (Alectoris barbara). Tra i rapaci che volteggiano intorno alla cima vi sono lo sparviero (Accipiter nisus), il gheppio (Falco tinnunculus), la poiana (Buteo buteo), il falco pellegrino (Falco peregrinus) e l'aquila reale (Aquila chrysaetos). Tra i rettili va citata la lucertola del Bedriaga (Archaeolacerta bedriagae).

### Incendio del 2011
Nell'agosto del 2011 è divampato un enorme incendio che ha interessato tutta la fascia costiera e i monti nei quali sorgono i comuni di Arbus e Guspini. Le fiamme non risparmiarono neanche Monte Arcuentu, andando a distruggere tutti gli ettari di bosco a valle del massiccio vulcanico.

### Escursionismo
La vetta della montagna è raggiungibile percorrendo un sentiero escursionistico del Club Alpino Italiano (il sentiero numero 192) che parte dalle miniere di Montevecchio.